# Campomanesia macrobracteolata
Planta do gênero Campomanesia, endêmica do Brasil. Foi descrita em 2002, por Landrum.

## Sinônimos
Esta espécie não contem sinônimos segundo o Reflora.

## Morfologia e Distribuição
Árvore endêmica da Floresta Pluvial e Restinga do Rio de Janeiro e do Espírito Santo. De casca fissurada com sulco delicado. Folha entre 7.5 e 12 compr. (cm) mais da metade das folhas, domácia presente, de base aguda e obtusa, margem inteira, com pecíolos longos. Inflorescência axilar, tipo uniflora dicásio trifloro. Flor com sépalas ovadas, triangulares e auriculadas, com botão-floral abertos com 5 lobos, com 5 pétalas e bractéolas persistentes até frutos quando maduros. Fruto de cor verde, imaturo, e amarelo, quando maduro.